# 陈福今
陈福今（1941年5月—），云南石屏人，中国共产党及中华人民共和国官员。

## 生平
1965年7月加入中国共产党，1965年9月参加工作，北京大学哲学系哲学专业毕业，大学学历，编审。1982年12月到1986年3月，任中国煤炭报社总编辑（正局级）。1986年3月到1990年12月，任中共中央办公厅调研室副主任（正局级）。1990年12月到1993年5月，任中共中央办公厅人事局局长、机关党委副书记兼机关纪委书记。1993年5月到1999年12月，任中共中央办公厅副主任、机关党委书记，中央机构编制委员会办公室副主任。1999年12月到2006年7月，任国家行政学院党委书记、副院长（正部长级）。他是中共第十六届中央委员，中共第十五届中央纪律检查委员会委员。

## 著作
陈福今长期研究党的建设和政府管理理论，先后在《人民日报》、《求是》、《光明日报》等报刊发表数十篇文章，主编《领导科学概论》、《公共行政概论》、《公共危机管理》等书稿。